# 龔太后
龔太后（—562年），谥号元太后，中國南北朝之西梁开国皇帝萧詧的母亲。西梁仅仅控制江陵，是西魏、北周和隋朝的傀儡。
龔氏是昭明太子萧统的妾室，依其号称龚保林。龚氏於519年生下萧詧。萧统的其他儿子是否由她所生，不得而知。丈夫萧绍在531年逝世，儿子萧詧受封岳阳郡王。但没有史料显示她因儿子受封岳阳王太妃。萧统的长子蕭歡是正妻蔡夫人所生。萧詧和嫡母蔡夫人的侄子蔡大寶关系很好，而龔氏家族的外戚不显，也没有和萧詧亲近的记载。萧詧对她，则“事母以孝聞”。
549年，侯景之乱，侯景攻克南梁都城建康，南梁大乱，诸王互相攻打。岳阳王萧詧率军攻打他叔叔湘东王萧绎，救援他正被萧绎围攻的二哥河东王蕭譽。他离开襄阳时，襄阳由蔡大寶和龔保林留守。萧詧的部将杜岸被萧绎诱降后请求以五百骑攻打襄阳，被蔡、龚登陴闭门拒战守住，投靠在广平的兄长南阳太守杜𪩘。萧詧夜间撤军回城，龚保林不知其已战败，以为也是敌军，等天亮了见到了他，才放他入城。萧詧派尹正、薛晖等人攻打广平，俘虏杜岸、杜𪩘和他们的家人，在襄阳城北门斩首。龚保林在众人面前数落杜岸，杜岸说：“老婢叫自己的儿子杀叔叔，是枉杀忠良。”萧詧灭杜氏一族。日后，丈夫萧统的安宁陵亦被杜氏兄弟报复毁陵。
萧詧为防萧绎攻打而投靠西魏，被其立为梁王。555年，西魏派大将于谨率军攻克江陵，杀死梁元帝萧绎，立萧詧为（西）梁皇帝（梁宣帝）。萧詧其父萧统为昭明皇帝，庙号高宗，蔡夫人为昭德皇后。尊母亲龚氏为皇太后。562年，萧詧去世，其子萧岿继位，尊龔太后为太皇太后，三个月后，龔太后去世，諡曰元太后。